# Jun Matsuura
Jun Matsuura (Barcelona, 1980) es un dibujante e historietista español. De padre japonés y madre catalana, su estilo se muestra más deudor de la tradición occidental que del manga.
En el 2005 creó al personaje Johannes Matthäus, un soldado alemán en el frente ruso durante  la II Guerra Mundial, que sería el protagonista de su primera obra larga: Frau Tovarich, la camarada. Tras vivir en Alemania, en el año 2007, se documentó y trabajó en la obra hasta ser editada por La Cúpula en 2009, con ocasión del XV Salón del Manga de Barcelona. El proceso de creación de esta novela gráfica aparece registrado en el documental Creando Frau Tovarich, dirigido por Israel Escudero y estrenado durante el XXVIII Salón Internacional del Cómic de Barcelona.
Jun Matsuura también ha trabajado como dibujante de guion gráfico en películas como Frágiles, La caja Kovak, Mientras duermes, A tres metros sobre el cielo y REC 2.